# Luminița Odobescu

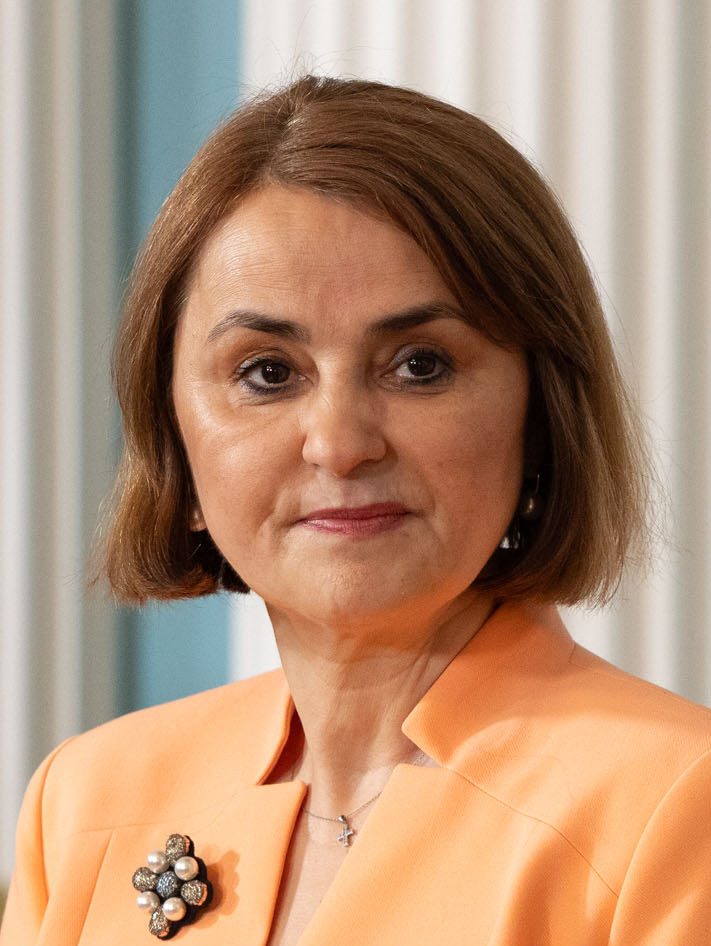
Luminița Odobescu

Luminița-Teodora Odobescu (geboren am 3. Mai 1969 in Reghin, Kreis Mureș) ist eine rumänische Diplomatin und Politikerin. Von Juni 2023 bis Dezember 2024 war sie Außenministerin Rumäniens.

## Lebenslauf
Odobescu schloss 1992 ihr Studium in Handel an der Wirtschaftsakademie Bukarest ab. 2003 promovierte sie an derselben Universität zum Thema „Internationale Ökonomische Beziehungen“. Von 2002 bis 2007 hatte sie verschiedene Positionen bei der rumänischen EU-Vertretung inne. Sie befasste sich insbesondere mit den Verhandlungen zum rumänischen EU-Beitritt in den Bereichen Energie, Besteuerung, Handel und Wirtschafts- und Währungsunion sowie mit den Handelsbeziehungen zwischen der EU und dem damals noch nicht zugehörigen Rumänien. Nachdem sie 2014 den Status einer Diplomatin erworben hatte, war sie zwischen 2015 und 2021 Ständige Repräsentantin Rumäniens bei der EU. Deshalb war sie während der rumänischen EU-Ratspräsidentschaft 2019 eine der wichtigsten Personen und sorgte maßgeblich für deren Gelingen. Ab 2021 beriet sie den Präsidenten Klaus Johannis in EU-Angelegenheiten. Vom 15. Juni 2023 bis zum 23. Dezember 2024 war sie Außenministerin Rumäniens im Kabinett Ciolacu I.
Odobescu ist parteilos. Sie ist verheiratet und hat zwei Kinder.

## Tätigkeit als Außenministerin
Ihr erster Staatsbesuch nach der Amtsübernahme ging in die Republik Moldau, der sie uneingeschränkte Unterstützung bei ihren EU – Beitrittsverhandlungen zusagte.  Im Kabinett des rumänischen Premiers Marcel Ciolacu (PSD) galt sie als „Shooting-Star“, sie war die erste weibliche rumänische Außenministerin seit dem Sturz Ceaușescus 1989. Der Vizechef der PNL, Rareș Bogdan, lobte sie dafür, dass sie den ungarischen Ministerpräsidenten Viktor Orbán in puncto Themenwahl bei der Diskussion über die Ungarn in Transsylvanien in die Schranken gewiesen und damit „mehr Mumm als zehn Männer“ unter Beweis gestellt habe.

## Auszeichnungen
- 2015 Ehrenlegion, Chevalier de la Légion d’Honneur (Ch. LH)
- 2018 Stern von Rumänien, Ritter
- 2023 Bundesverdienstkreuz, Großes Verdienstkreuz mit Stern[3]